# Terry Wharton
Terry Wharton (Bolton, 1º luglio 1942) è un ex calciatore inglese, di ruolo centrocampista.

## Carriera
Cresciuto nel Wolverhampton, esordisce in prima squadra con i Wolves nella First Division 1959-1960, ottenendo il secondo posto finale, perdendo il titolo contro il Burnley per due punti. Nella stessa stagione vince la FA Cup 1959-1960, sconfiggendo il Blackburn Rovers e, pur non scendendo in campo, la FA Charity Shield 1959 battendo il Nottingham Forest. L'anno dopo chiude il campionato al terzo posto vince nuovamente la Charity Shield ad ex aequo con il Burnley senza scendere in campo, mentre nella Coppa delle Coppe 1960-1961 raggiunge la semifinale della competizione. Nella First Division 1961-1962 ottiene il diciottesimo posto finale mentre nella stagione seguente ottiene il quinto posto finale ed il sedicesimo posto nella First Division 1963-1964. Nella First Division 1964-1965 retrocede in cadetteria a seguito del ventunesimo posto ottenuto.
In cadetteria ottiene il sesto posto finale nel 1965-1966 mentre la stagione successiva, grazie al secondo posto ottenuto, viene promosso in massima serie.
Con i Wolves disputò l'unica edizione del campionato dell'United Soccer Association, lega che poteva fregiarsi del titolo di campionato di Prima Divisione su riconoscimento della FIFA, nel 1967: quell'edizione della Lega fu disputata utilizzando squadre europee e sudamericane in rappresentanza di quelle della USA, che non avevano avuto tempo di riorganizzarsi dopo la scissione che aveva dato vita al campionato concorrente della National Professional Soccer League; la squadra di Los Angeles fu rappresentata per l'appunto dal Wolverhampton. I "Wolves" vinsero la Western Division e batterono in finale i Washington Whips che erano rappresentati dagli scozzesi dell'Aberdeen.
Nel 1968 passa al Bolton e nella Second Division 1968-1969 ottiene il diciassettesimo, mentre l'anno seguente al sedicesimo.
Nel 1970 viene ingaggiato dal Crystal Palace, con cui ottiene il diciottesimo posto della First Division 1970-1971 ed il ventesimo nella stagione seguente.
Nel 1972 si trasferisce in Sudafrica al Durban City. Ritorna l'anno seguente in patria per giocare nel Walsall, per chiudere poi la carriera nel Kidderminster.

## Palmarès
- Charity Shield: 2

Wolverhampton: 1959, 1960
- Coppa d'Inghilterra: 1

Wolverhampton: 1959-1960
- Campionato statunitense di calcio: 1

Los Angeles Wolves: 1967